# Josef Bor
Josef Bor, auch Joseph Bor, eigentlicher Name Josef Bondy  (geboren am 2. Juli 1906 in Mährisch Ostrau, Österreich-Ungarn; gestorben am 31. Januar 1979 in Prag) war ein tschechischer Jurist und Schriftsteller, der Auschwitz überlebte.

## Leben
Josef Bondy wurde 1906 als Sohn einer tschechisch-jüdischen Familie in Ostrava (Mährisch Ostrau) in der Markgrafschaft Mähren, die damals ein Kronland der Österreichisch-Ungarischen Monarchie war, geboren. Sein Vater war der Dr. jur. Julius Bondy, seine Mutter Anna Bondy, geborene Lustig. Er besuchte bis 1924 das Gymnasium in Ostrava.
Bondy studierte Jura an der Universität Brünn, er wurde 1929 promoviert. Danach arbeitete er als Anwalt in Ostrava.
In der Protektoratszeit wurden er und seine Familie nach dem Heydrich-Attentat, im Juni 1942, in das neugeschaffene Ghetto Theresienstadt deportiert. Sein siebzigjähriger Vater starb dort. Seinem Roman Die verlassene Puppe zufolge war er im Bereich Spedition der Ghetto-Verwaltung beschäftigt. Bondy, seine Mutter, seine Frau und seine beiden kleinen Kinder wurden im Oktober 1944 in das KZ Auschwitz verbracht, wo seine Familie unmittelbar nach der Ankunft in der Gaskammer ermordet wurde. Bor selbst musste im KZ Monowitz in der Fabrik der I.G. Farben Schwerstarbeit verrichten. Im Januar 1945 nahm er am Todesmarsch nach Buchenwald teil. In der Nähe von Jena wurde er mit anderen Leidensgenossen durch die US-Armee befreit und kehrte nach Prag zurück.
Er heiratete erneut. Seine Ehefrau, Valy Gerda, geborene Tausik, hatte ebenfalls das KZ Auschwitz überlebt. Sie bekamen einen Sohn und eine Tochter. Bis 1948 war Bor im Verteidigungsministerium tätig. In den Fünfzigerjahren bis 1966 war er bei der Projektierung von Hüttenwerken und als Anwalt großer Industriebetriebe tätig.
1961 erschien erstmals sein autobiographischer Roman Die verlassene Puppe („Opuštěná panenka“). In ihm schildert Bor das Leiden in Theresienstadt, Auschwitz, Buchenwald und auf dem Todestransport. Seine Novelle Theresienstädter Requiem („Terezínské rekviem“) erschien 1963, sie schildert die Aufführung von Verdis Requiem durch den Dirigenten Rafael Schächter im Ghetto Theresienstadt.

## Werke
- Opuštěná panenka. Illustrationen Libuše Stratilová. SNLP, Prag 1961.
  - Die verlassene Puppe. Übersetzung aus dem Tschechischen von Elisabeth Borchardt. Versnachdichtungen von Paul Lindner. Buchverlag Der Morgen, Berlin 1964.
- Terezínské requiem. Československý spisovatel, Prag 1963.
  - Theresienstädter Requiem. Autorisierte Übersetzung aus dem Tschechischen von Elisabeth Borchardt. Buchverlag Der Morgen, Berlin 1964.
  - Theresienstädter Requiem. Übersetzung Antonín Brousek. Nachwort Wolfgang Benz. Reclam, Stuttgart 2014.
- Der Dritte. Eine dichterische Darstellung des Leidens und Sterbens Jesu. Ein nicht antijüdisches Passionsspiel. Evang. Arbeitskreis Kirche und Israel in Hessen und Nassau, Heppenheim 1991, ISBN 3-92-699009-0.